# Culex martinii
Culex martinii är en tvåvingeart som beskrevs av Medschid 1930. Culex martinii ingår i släktet Culex och familjen stickmyggor. Inga underarter finns listade i Catalogue of Life.